# Лопухинка (река)
Лопухинка (Рудица) — река в России, протекает в Ломоносовском районе Ленинградской области.

## Общие сведения
Длина реки — 16 км. Направление течения с юга на север. Относится к бассейну Балтийского моря.
Истоки реки находятся на территории регионального гидрологическо-геологического памятника природы Радоновые источники и озёра в деревне Лопухинка.

## Притоки
- Песчаный ручей (вытекающий из Лубенского болота)
- Река Рудица

## Населённые пункты
- Деревня Вяреполь (нежилая)
- Деревня Верхние Рудицы

## Данные водного реестра
По данным государственного водного реестра России относится к Балтийскому бассейновому округу, водохозяйственный участок реки — Реки бассейна Финского залива от северной границы бассейна реки Луги и до южной границы бассейна реки Невы. Относится к речному бассейну реки Нарва (российская часть бассейна).
Код объекта в государственном водном реестре — 01030000712102000025437.